# Ludovic Gamboa
Ludovic Gamboa est un footballeur franco-portugais né le 14 janvier 1986 à Fontainebleau. Il est gaucher et évolue au poste de milieu de terrain latéral à l'US Colomiers.

## Biographie

### Débuts au niveau amateur
Ludovic Gamboa est formé aux Chamois Niortais, avec lesquels il commence sa carrière lors de la saison 2005-2006. Il ne joue que 34 minutes en trois matchs lors de sa première saison en National, inscrivant toutefois un but. Après une année de chômage, il rejoint une autre équipe de National en 2007-2008 : Martigues. Il ne joue que 30 minutes réparties sur quatre matchs .
Il fait alors le choix de partir en CFA (4e division) à Fontenay puis à Compiègne : choix gagnant puisqu'il joue 2733 minutes en 31 matchs et marque onze buts.

### Carrière professionnelle
C'est alors qu'il est repéré par le Stade de Reims (alors en National), où sa carrière va décoller. Le club Champenois lui propose un contrat d'une saison, plus une en option en cas de montée en Ligue 2. Pour son premier contrat professionnel, Gamboa trouve admirablement ses marques et s'impose comme le titulaire au poste de milieu excentré gauche de son équipe. Malheureusement, une blessure vient rapidement perturber sa saison. Il ne joue que 1016 minutes en quinze matchs, le temps de marquer 6 buts et de faire quelques passes décisives.
Le Stade de Reims étant monté en Ligue 2 et Ludovic Gamboa étant remis de sa longue blessure (il rejoue deux matchs en fin de saison) de la saison, l'entraîneur du club Hubert Fournier décide de lui faire confiance pour occuper l'aile gauche lors de la saison 2010-2011. Une saison où il est de nouveau handicapé par les blessures, lui offrant une année en demi-teinte en Ligue 2 : quinze matchs et un but.
Pour fuir le mauvais sort, Ludovic Gamboa fait le choix de rejoindre le Stade Lavallois MFC lors de l'été 2011 : à nouveau titulaire sur le côté gauche, il retrouve son meilleur niveau, et se montre décisif en marquant un but victorieux en toute fin de rencontre contre Monaco (victoire 1-0), et deux jolis coups francs contre Boulogne-sur-Mer et Arles-Avignon.
Après une saison intéressante au SCO d'Angers, durant laquelle il marque six buts, lors du mercato estival 2014-2015, il s'engage avec Le Havre AC pour une durée de trois ans.
Après six mois sans club, il rejoint en janvier 2018 l'US Créteil-Lusitanos.
Le 8 janvier 2019 il s'engage a Dunkerque en National. Lors de la saison 2019-2020 il est le délégué syndical de l'UNFP au sein de l'USL Dunkerque. Après avoir activement participé au maintien du club en National 1 en 2018-2019, il est l'un des éléments clés de la montée en Ligue 2 de l'USL Dunkerque. Après ces deux saisons, il est laissé libre par le club nordiste. Il rejoint le Gazélec Ajaccio pour la saison 2020-2021.
En 2021 s’engage en faveur des diables rouges du Football Club de Rouen en N2 pour deux saisons mais quitte le club en 2022. En décembre 2022 il effectue un essai non concluant à l'US Boulogne en N2, avant de s'engager à l'US Colomiers en N3.

## Palmarès
- Champion de France de National en 2006 avec Niort
- Vice-champion de France de National 1 en 2020 avec Dunkerque